# چاینا فلایینگ دراگون اوییشن
چاینا فلایینگ دراگون اوییشن (به انگلیسی: China Flying Dragon Aviation) یک شرکت هواپیمایی است که در ۱۹۸۱ میلادی تأسیس شده‌است. دفتر مرکزی چاینا فلایینگ دراگون اوییشن در هاربین، هیلونگ‌جیانگ، جمهوری خلق چین واقع شده‌است و قطب این شرکت هواپیمایی در فرودگاه بین‌المللی هاربین تایپینگ قرار دارد.